# Ça vaut le détour
 (signalé en juillet 2025).
Si vous disposez d'ouvrages ou d'articles de référence ou si vous connaissez des sites web de qualité traitant du thème abordé ici, merci de compléter l'article en donnant les références utiles à sa vérifiabilité et en les liant à la section « Notes et références ».
- Archive Wikiwix
- Bing
- Cairn
- DuckDuckGo
- E. Universalis
- Gallica
- Google
- G. Books
- G. News
- G. Scholar
- Persée
- Qwant
- (zh) Baidu
- (ru) Yandex
- (wd) trouver des œuvres sur Wikidata

Ça vaut le détour était une émission estivale diffusée sur TF1 le mercredi en deuxième partie de soirée durant les étés 1999 à 2005, d'abord présentée par Stéphane Bouillaud jusqu'en 2001 puis par Laurent Mariotte à partir de 2002. Elle présentait des reportages chocs, notamment à caractère sportif ou des courses-poursuites aux États-Unis, où l'action prime avant tout. 
En août 2004, à la suite d'une baisse des audiences, TF1 déprogramme l'émission qui n'est alors diffusée que le dimanche matin dans une version raccourcie jusqu'à son arrêt définitif en 2005.